# Vinnare och förlorare (1982)
Vinnare och förlorare  (engelska: Smiley's People) är en brittisk TV-serie som sändes på BBC 1982.
Serien är baserad på John le Carrés roman med samma namn och följer på Mullvaden från 1979. Vinnare och förlorare hade svensk premiär på SVT i december 1983.

## Handling
George Smiley kallas tillbaka från pensioneringen sedan en sovjetisk avhoppare mördats. Spåren leder till Smileys ärkefiende, spionchefen "Karla".

## Utmärkelser
Serien vann ett Peabody Award 1982.

## Rollista i urval
- Alec Guinness - George Smiley
- Eileen Atkins - madame Ostrakova
- Michael Byrne - Peter Guillam
- Bernard Hepton - Toby Esterhase
- Anthony Bate - Sir Oliver Lacon
- Barry Foster - Sir Saul Enderby
- Michael Lonsdale - Anton Grigoriev
- Beryl Reid - Connie Sachs
- Bill Paterson - Lauder Strickland
- Siân Phillips - Ann Smiley
- Mario Adorf - Claus Kretschmar
- Patrick Stewart - Karla
- Curd Jürgens- general Vladimir
- Vladek Sheybal - Otto Leipzig
- Rosalie Crutchley - moder Felicity
- Maureen Lipman - Stella Craven
- Michael Gough - Mikhel
- Ingrid Pitt - Elvira
- Alan Rickman - Mr Brownlow
- Alex Jennings - PC Hall